# 杨永英
杨永英（1964年4月—），贵州荔波人，布依族，中国共产党党员。中华人民共和国政治人物、第十三届全国人民代表大会贵州省代表。

## 生平
2018年，杨永英被选为贵州省出席第十三届全国人民代表大会代表。